# Tiefe Hypothermie
Tiefe Hypothermie, englisch deep hypothermia, auch Hypothermischer Herzstillstand (hypothermic cardiac arrest HCA, auch deep hypothermic arrest, DHA) ist eine absichtliche Hypothermie (Unterkühlung) des menschlichen Körpers zum Zwecke einer Allgemeinanästhesie für eine kurzzeitige Operation. Es kommt dabei zur Bewusstlosigkeit und zum Herzstillstand. 
Künstlich wird diese Hypothermie gelegentlich bei Operationen im Gehirn, oder zum Schutz des Gehirns bei Eingriffen an der Hauptschlagader angewandt. Sie erlaubt, während der Operation die Durchblutung des Gehirns des Patienten zu vermindern oder für kurze Zeit völlig stillzulegen.
Dabei wird eine modifizierte Herz-Lungen-Maschine eingesetzt. Das Blut wird in einem Wärmeübertrager außerhalb des Körpers auf 14 – 20 °C abgekühlt. Auch der Operationssaal wird gekühlt. Zusätzlich kann der Kopf des Patienten mit Eispackungen gekühlt werden. Wenn die gewünschte Körperkerntemperatur erreicht ist, unterbricht der Chirurg die Herzaktivität mit einer eiskalten Kaliumchlorid-Lösung (sogenannte Kardioplegie). Es kann dann blutfrei in hervorragender Sicht operiert werden.
Der Sauerstoffverbrauch des auf 20 °C abgekühlten Gehirns sinkt auf 15 % ab; dabei verlängert sich die Zeit, während der ein vollständiger Kreislaufstillstand toleriert wird, von den normalen drei Minuten auf bis zu eine Stunde. Im Regelfall dauern die Operationen 20 – 30 min. 
Nachteile sind der hohe apparative Aufwand und ein erhöhtes Risiko für Schlaganfälle und Blutgerinnsel.
Erstbeschreiber war 1960 der US-amerikanische Neurochirurg Barnes Woodhall. 
Eine therapeutische Hypothermie, die weniger tiefe Temperaturen einsetzt, wird als milde Hypothermie bezeichnet.

## Quelle
- R. D. Rothoerl, A. Brawanski: The history and present status of deep hypothermia and circulatory arrest in cerebrovascular surgery. In: Neurosurgical Focus, 2006, 20(6):E5, 2006 PMID 16819813.